# Majestat Batlló
La Majestat Batlló és una imatge tallada en fusta policromada de mitjans del segle xii que representa Crist crucificat en actitud de Crist Majestat o triomfant, sense rastres de sofriment. És una de les mostres més interessants d'imatgeria medieval d'aquest tipus iconogràfic conservades a Catalunya. La seva procedència s'ha situat a la comarca de la Garrotxa. Actualment es troba exposada al Museu Nacional d'Art de Catalunya.

## Història
La Majestat Batlló deu el seu nom al col·leccionista Enric Batlló i Batlló, que la va comprar en un mercat d'antiguitats i la va donar a la Diputació de Barcelona l'any 1914. Al moment d'arribar al museu, la talla estava coberta per una capa de vernís que impedia veure'n la policromia.
La cronologia de l'obra és difícil de datar, però pels caràcters de la inscripció de la creu i per la pintura es podria situar al segle xi, tot i que d'altres autors la daten al segle xii basant-se en el fet que la pintura és semblant als frontals de la zona de Ripoll, de mitjan segle xii, cosa que s'utilitza com a argument per defensar aquesta datació. Actualment el consens la situa a mitjan segle xii. Els caràcters cúfics de la vora de la túnica presenten una analogia amb el motiu islàmic d'un cimaci del claustre de l'abadia de Saint-Pierre de Moissac, cosa que sembla una prova de l'àmplia difusió que durant el romànic es va fer d'alguns recursos a diferents llocs.
Es creu que aquest tipus d'iconografia es va introduir a Catalunya pels pisans, quan van arribar el 1114 per ajudar el comte de Barcelona Ramon Berenguer III, en la seva conquesta de les illes Balears. Al període romànic, la fusta va ser un dels materials més emprats per a l'elaboració del mobiliari litúrgic i les imatges per a l'interior dels temples, emprant-se per als crists crucificats dos blocs o troncs de fusta, un per al cos i un altre per als braços, sent normal que després de tallades les imatges es policromessin.
La imatge del Crist crucificat, a l'edat mitjana, es presenta en diversos tipus d'iconografia:
- Amb el tors nu i amb el perizonium o faldilla curta lligada a la cintura i mort a la creu amb els ulls tancats i el rostre amb dramatisme i certa tensió
- El Crist damunt la creu amb la túnica llarga cenyida a la cintura i triomfant, amb la particularitat de tenir els ulls oberts i sense cap signe de dolor, com la Majestat Batlló. Aquesta representació va ser la més abundant a l'Occident durant tot el segle xii seguint el prototip del Crist Volto Santo de Lucca. Després de noves datacions d'aquest Crist es considera que és una obra tardana de finals del segle xii o inicis del XIII, per la qual cosa es planteja problemes a la cronologia d'altres crucifixions, segurament el Volto Santo és una còpia d'un prototip anterior com el de la catedral de Milà o el de la Majestat Batlló de Barcelona.[7]

La Majestat Batlló ha estat sempre relacionada amb el Volto Santo de la catedral de Lucca. També se la compara amb d'altres per la indumentària, la túnica i el cenyidor, com ara la de la Catedral de Braunschweig del 1173 o la conservada al Museu d'Art Sacra de San Gimignano. A Catalunya se l'ha relacionada amb la de Les Planes d'Hostoles, la de Sant Salvador de Bellver, la de Beget, la d'Angostrina i la d'Éller, encara que solament la de Bellver i la de Beget, disposen dels plecs tubulars.
Amb motiu d'una exposició que el museu va organitzar el 2008, es va iniciar l'estudi material de la peça, amb l'anàlisi dels tipus de fusta. Posteriorment, aquest estudi va estimular un examen integral de la talla, amb tots els mitjans científics a l'abast: radiografia, reflectografia infraroja, llum ultraviolada i presa de mostres, així com l'observació detallada amb lupa binocular. Aquesta recerca ha permès extrapolar una reconstrucció virtual de la decoració i el color romànics encara presents en moltes zones sota la policromia visible avui dia, que es podria datar entre mig segle i un segle més tard que l'original.

## Descripció

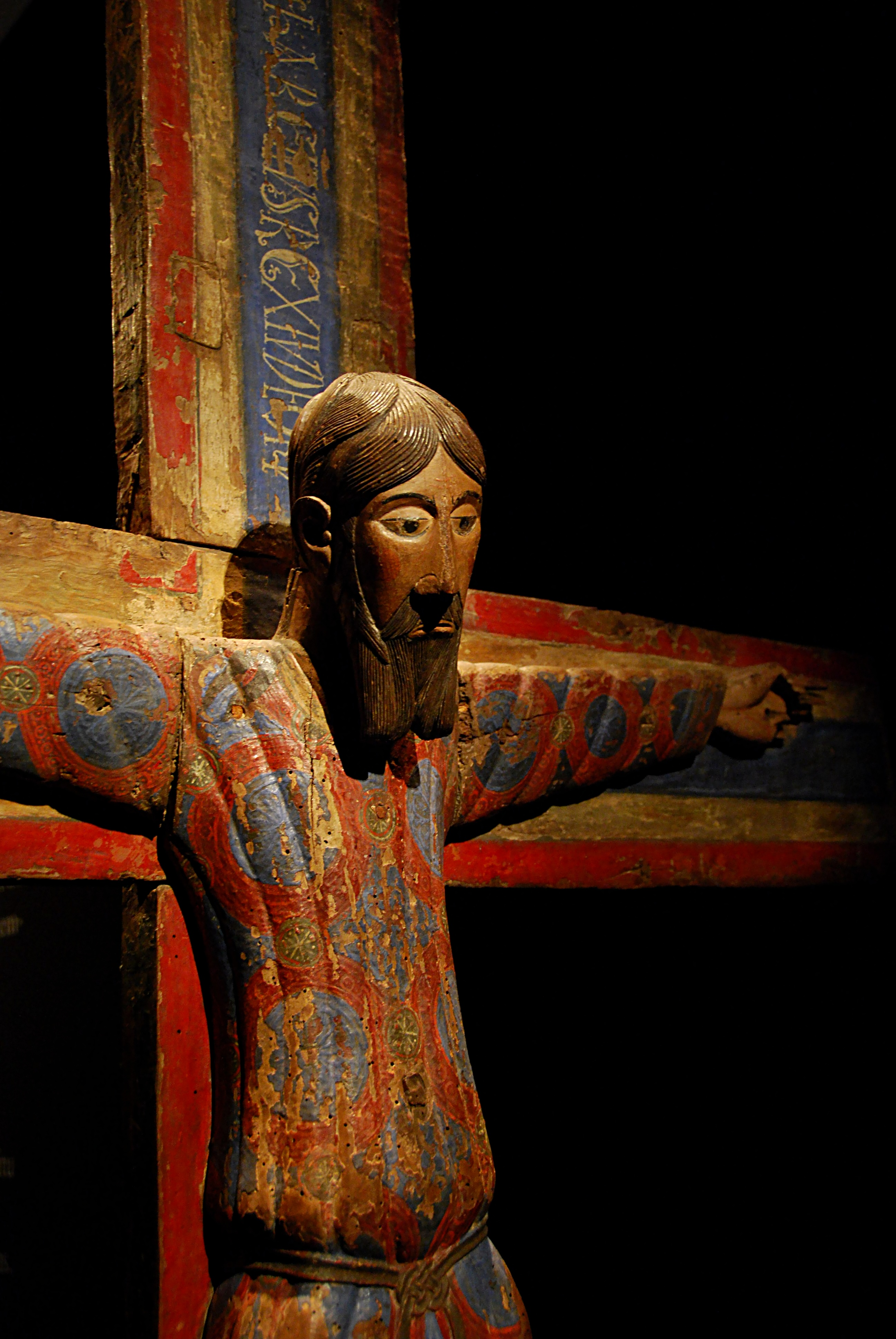
Majestat Batlló

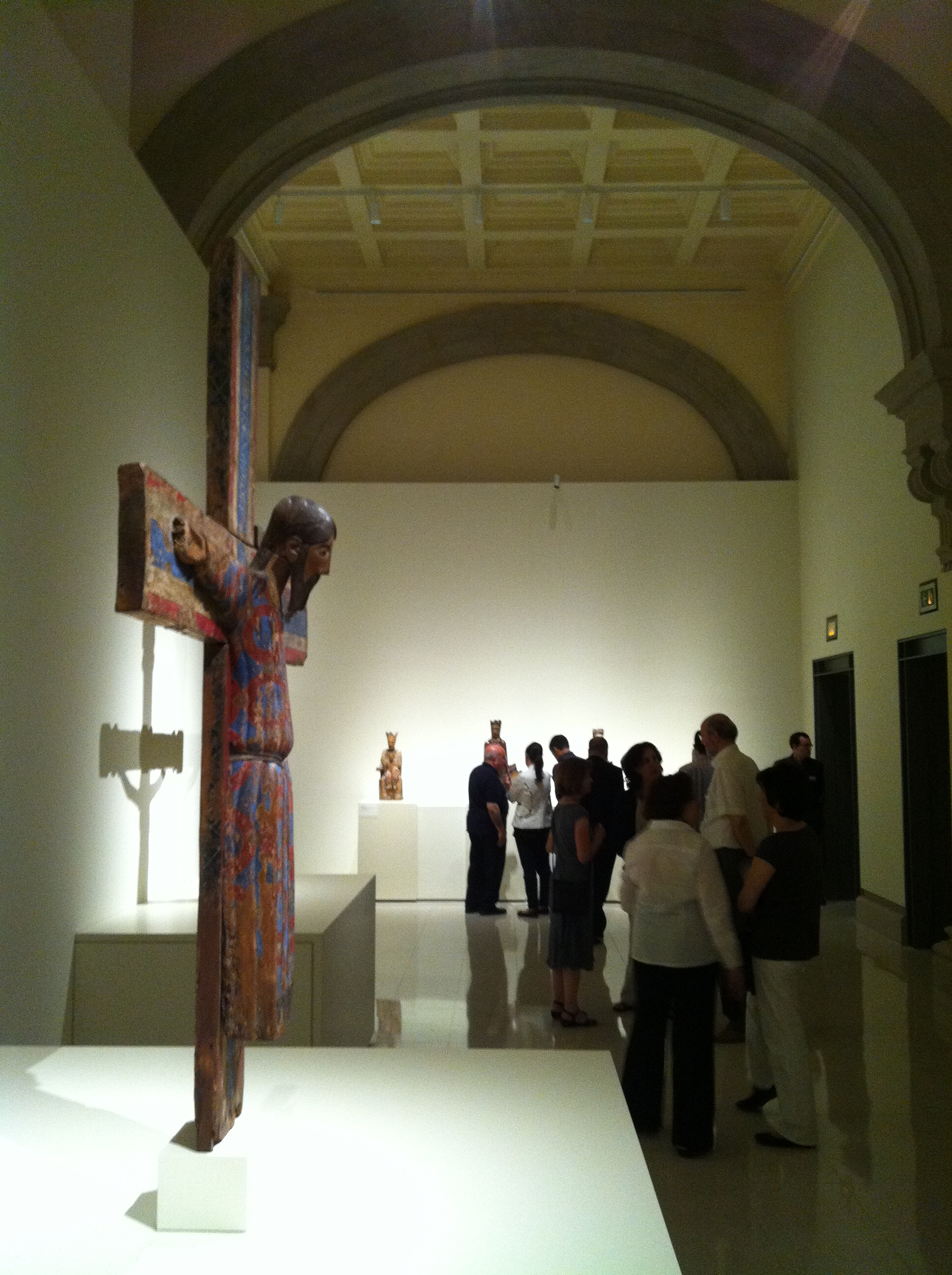
L'obra exposada al MNAC

L'obra és tallada en fusta de noguera (cap i cos), salze (braç dret), om (pal de la creu) i alzina (travesser de la creu). La procedència se situa habitualment en alguna església prop d'Olot, a la comarca catalana de la Garrotxa. La imatge del Crist té unes mides de 94 x 96 x 17 cm i la creu de 156 x 120 x 4 cm.
La imatge per l'actitud rígida i solemne, amb els ulls oberts, amb una talla esquemàtica, que s'adiu amb un cert sentit del detall com els que s'observen als cabells i la barba, li falten els peus i alguns dits de les mans. El Crist està vestit amb una llarga túnica amb mànigues també llargues (túnica manicata) i plecs tubulars paral·lels que la recorren a la seva totalitat, (que es poden veure també a la Majestat de Baget de la Garrotxa); està policromada amb cercles de color vermell amb fons blau i motius vegetals de clara influència oriental; es troben teixits islàmics amb decoració semblant al Museu Episcopal de Vic. La creu està pintada a base de franges blaves, blanques i vermelles i presenta a la part superior la inscripció «JHS NAZARENUS REX IUDEORUM». Al revers de la creu hi ha en el seu centre restes de la pintura d'un Agnus Dei. Pel que fa a la pintura dels cercles de la túnica, es troba relacionada amb el sudari de teixit islàmic de Sant Ramon, mort el 1126, de la catedral de Roda d'Isàvena.
En simbologia religiosa, la representació del Crist amb els ulls oberts s'interpreta com el triomf sobre la mort, així com del caràcter de les vestidures, es fa la seva lectura, com a reflex de l'Apocalipsi. L'Agnus Dei, que salva els homes amb la seva sang, també representa el triomf sobre la mort i comparteix amb Déu Pare el tron i és adorat pels homes.